# L'inventore di favole
L'inventore di favole (Shattered Glass) è un film del 2003 scritto e diretto da Billy Ray.
La sceneggiatura si basa su un articolo di Buzz Bissinger apparso su Vanity Fair nel settembre 1998.
Il titolo originale inglese, Shattered Glass, gioca sul significato del cognome del giornalista "vetro", quindi "vetro in frantumi".

## Trama
Il film racconta la storia vera di Stephen Glass, che già a 23 anni entra nel New Republic e intraprende una rapida ascesa a suon di articoli spettacolari su comportamenti biasimevoli di esponenti politici alle convention, imprese di hacker e altro. Però un giornalista investigativo, Adam Peneberg, scopre numerose discrepanze nei suoi articoli e il direttore del giornale, Chuck Lane, s'impegna a verificarli, scoprendo che erano stati in gran parte o del tutto inventati.

## Riconoscimenti
- Kansas City Film Critics Circle Awards 2004
  - Miglior attore non protagonista (Peter Sarsgaard)